# André Rebouças

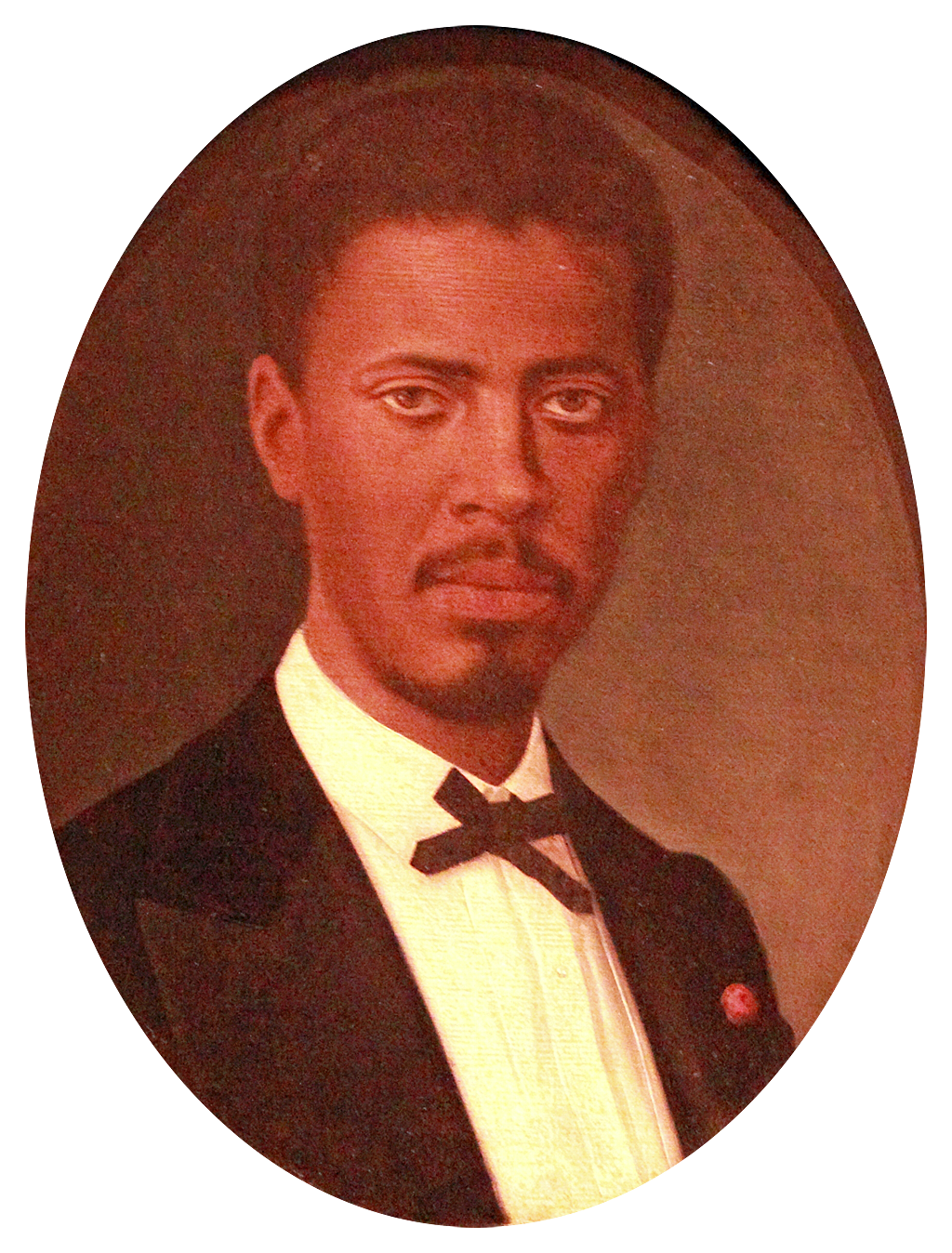
André Rebouças

André Rebouças (* 13. Januar 1838 in Cachoeira; † 9. Mai 1898 in Funchal) war ein brasilianischer Ingenieur und Abolitionist.
Sein Vater, Antônio Pereira Rebouças, war Sohn eines weißen Schneiders und einer freigelassenen Sklavin. Als Autodidakt hatte er es zum Anwalt gebracht. Zusammen mit seiner Frau und seinen sieben Kindern zog Rebouças im Februar 1846 nach Rio de Janeiro. André Rebouças besuchte nach der Grundschule die Militärschule. Im Anschluss daran studierte er Ingenieurwissenschaften und erhielt 1860 das Ingenieursdiplom. Von 1861 bis 1862 machte André Rebouças mit seinem Bruder Antônio eine Reise nach Europa. Nach ihrer Rückkehr arbeiteten sie im Hafenbau und in der Küstenbefestigung. Nach seinem Dienst als Militäringenieur im Tripel-Allianz-Krieg gegen Paraguay modernisierte André Rebouças die Wasserversorgung von Rio de Janeiro. Darüber hinaus engagierte er sich in Wirtschaft und Politik. Er war Berater des brasilianischen Kaisers Dom Pedro II.
In den 1880er Jahren gründete er zusammen mit Joaquim Nabuco und José do Patrocínio die Brasilianische Gesellschaft gegen die Sklaverei („Sociedade Brasileira contra a Escravidão“). Die Tatsache, dass er selbst Mulatte war, also Nachfahre schwarzer Sklaven, es aber zu hoher gesellschaftlicher Anerkennung gebracht hatte, verlieh den Forderungen der Abolitionisten besonderes Gewicht.
Nach dem Militärputsch vom 15. November 1889 wurde Rebouças gezwungen, zusammen mit der königlichen Familie nach Europa ins Exil zu gehen. Zwei Jahre lang arbeitete er, bis zum Tod Pedros II., als Korrespondent der London Times in Lissabon. 1892 arbeitete er für gut ein Jahr in Angola, bevor er sich auf Madeira niederließ. Dort starb er 1898 durch Suizid.